# Maira bicolor
Maira bicolor är en tvåvingeart som beskrevs av Joseph och Parui 1987. Maira bicolor ingår i släktet Maira och familjen rovflugor. Inga underarter finns listade i Catalogue of Life.